# Meix-devant-Virton
Meix-devant-Virton (wa. Méch-divant-Vierton) – miejscowość i gmina w południowo-wschodniej Belgii, w Regionie Walońskim, w prowincji Luksemburg, w okręgu Virton. 1 stycznia 2024 roku liczyła 2819 mieszkańców. Leży nad rzeką Semois.  

## Podział administracyjny
W skład gminy wchodzą cztery dzielnice (section):
- Gérouville
- Robelmont
- Sommethonne
- Villers-la-Loue

## Współpraca
Miejscowości partnerskie:
- Curtici, Rumunia
- Guérigny, Francja